# Martina Grimaldi
Martina Grimaldi (Bolonia, 28 de septiembre de 1988) es una deportista italiana que compitió en natación, en la modalidad de aguas abiertas.
Participó en dos Juegos Olímpicos de Verano, en los años 2008 y 2012, obteniendo una medalla de bronce en Londres 2012, en la prueba de 10 km.
Ganó cuatro medallas en el Campeonato Mundial de Natación entre los años 2009 y 2013, y siete medallas en el Campeonato Europeo de Natación entre los años 2008 y 2016.

## Palmarés internacional
| Juegos Olímpicos   | Juegos Olímpicos      | Juegos Olímpicos  | Juegos Olímpicos |
| Año                | Lugar                 | Medalla           | Prueba           |
| ------------------ | --------------------- | ----------------- | ---------------- |
| 2012               | Londres (Reino Unido) | Medalla de bronce | 10 km            |
| Campeonato Mundial |                       |                   |                  |
| Año                | Lugar                 | Medalla           | Prueba           |
| 2009               | Roma (Italia)         | Medalla de bronce | 10 km            |
| 2010               | Roberval (Canadá)     | Medalla de oro    | 10 km            |
| 2011               | Shanghái (China)      | Medalla de plata  | 10 km            |
| 2013               | Barcelona (España)    | Medalla de oro    | 25 km            |
| Campeonato Europeo |                       |                   |                  |
| Año                | Lugar                 | Medalla           | Prueba           |
| 2008               | Dubrovnik (Croacia)   | Medalla de plata  | 10 km            |
| 2010               | Budapest (Hungría)    | Medalla de bronce | 25 km            |
| 2011               | Eilat (Israel)        | Medalla de oro    | 10 km            |
| 2012               | Piombino (Italia)     | Medalla de oro    | 10 km            |
| 2012               | Piombino (Italia)     | Medalla de bronce | 25 km            |
| 2014               | Berlín (Alemania)     | Medalla de oro    | 25 km            |
| 2016               | Hoorn (Países Bajos)  | Medalla de oro    | 25 km            |